# 抗高血压药
抗高血压药（antihypertensive）简称降压药，是能使高的血压下降至正常的药物。

## 作用机理
- 中枢性抗高血压药
- 肾上腺素受体阻滞药（β受体阻滞药、α受体阻滞药、α和β受体阻滞药）：降低周邊血管阻力、抑制心臟功能、增加容量血管中的靜脈血鬱積（後兩者會降低心輸出）
- 影响交感神经递质的药物
- 神经节阻滞药
- 钙拮抗剂
- 周围血管扩张药：使血管平滑肌放鬆，因此降低血管阻力與增加容量
- 血管紧张素转换酶抑制剂
- 血管紧张素Ⅱ受体阻滞药
- 钾离子通道开放剂
- 利尿药
- 利尿劑：透過排除體內鈉離子與降低血液體積或其他機制來降低血壓

## 代表药物
- 肼屈嗪
- 米诺地尔
- 硝普钠